# Ferrari 458 Italia
El Ferrari 458 Italia és un cotxe esportiu produït pel fabricant italià Ferrari, que substitueix el Ferrari F430. El Ferrari 458 es va donar a conèixer oficialment el 2009 el Saló de l'Automòbil de Frankfurt el 15 de setembre de 2009.

## Característiques

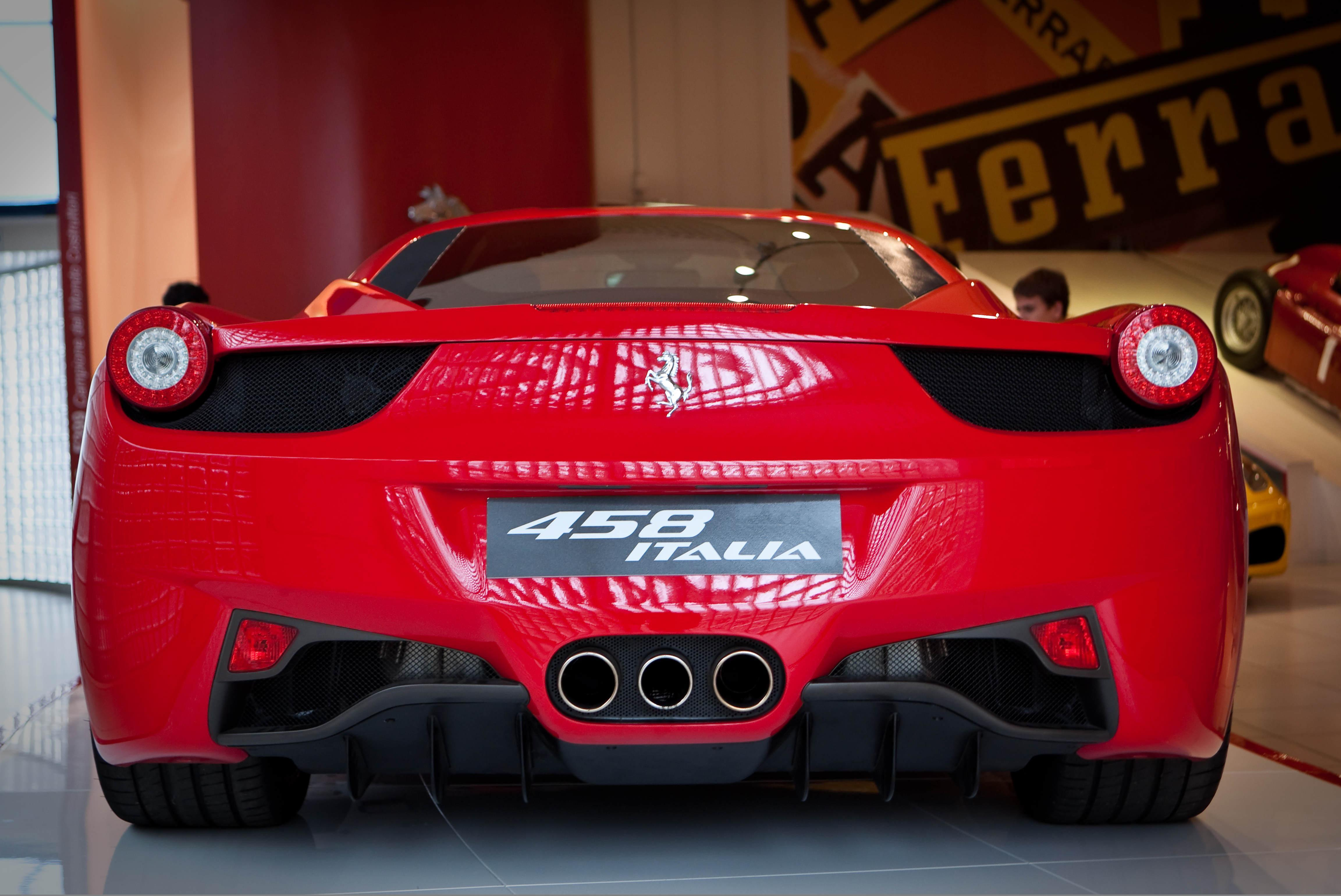
Vista posterior, on s'observen les tres sortides d'escapament i el difusor.

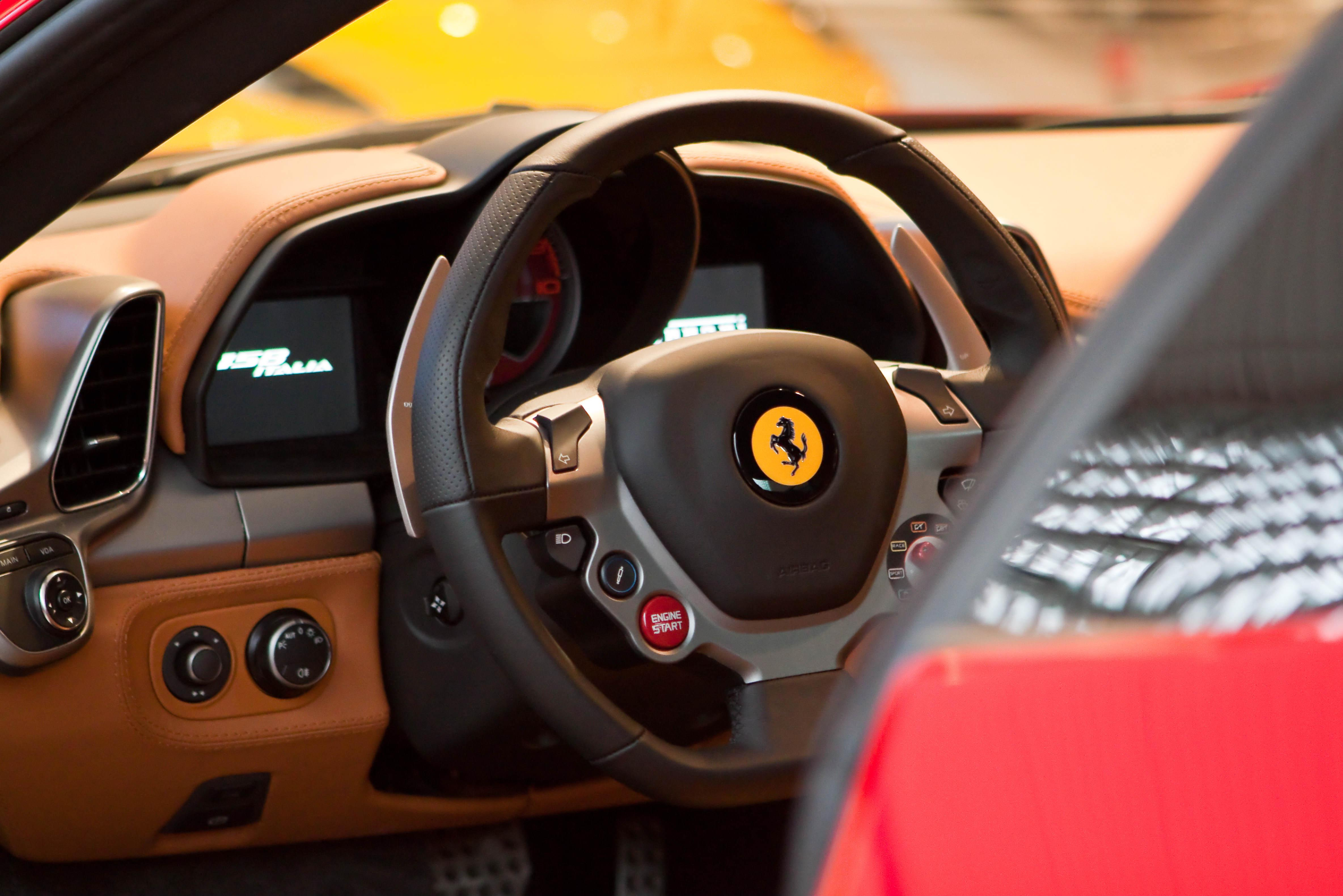
Vista interior del Ferrari 458 Itàlia.

El primer anunci oficial de Ferrari, del cotxe, el 458 Itàlia va ser descrit com el successor del F430, amb un disseny completament nou, incorporant tecnologies desenvolupades per l'experiència de la companyia a la Fórmula 1.

### Motor
El V8 de 4,5 l (4499 cc) eroga 570 CV (419 kW) a 9000 rpm i rendeix un parell màxim de 540 Nm a 6000 rpm, amb el 80% del mateix disponible a 3250 rpm. El motor incorpora la injecció directa de combustible per primera vegada en un Ferrari amb configuració de motor central.

### Transmissió
La transmissió de sèrie és una transmissió Getrag de doble embragatge de 7 velocitats, similar al Ferrari Califòrnia.

### Manipulació
La suspensió del cotxe és de doble braç en la part davantera i sistema multilink en la posterior, juntament amb diferencial electrònic i control de tracció de Fórmula 1 també conegut com a F1-Trac, dissenyat per millorar en les corbes i l'acceleració longitudinal en un 32% en comparació dels seus predecessors.
Els frens tenen una funció de precàrrega que disminueix les demores en la seva aplicació. Això, juntament amb l'ABS ha reduït la distància de frenada del 458 Itàlia de 100 a 0 km / ha 32,5 metres.

### Rendiment
L'acceleració oficial de 0 a 100 km / h és de 3,4 segons, mentre que la màxima velocitat és de 325 km / h, amb el consum de combustible en cicle combinat 13,7 l/100 km i producció de 320g/km de CO 2.

## Disseny
El cotxe va ser dissenyat per Pininfarina, com els últims models de Ferrari. L'estil i característiques de l'automòbil van ser dissenyats per a l'eficiència aerodinàmica, produint una càrrega de 140 kg a 200 km / h. L'interior del cotxe ha estat dissenyat utilitzant les aportacions d'ex conductor de Ferrari en Fórmula 1 Michael Schumacher, incloent un nou volant que incorpora moltes de les característiques i controls davant el conductor i no en el tauler, similar als cotxes de carreres.
Segons Autocar, el 458 s'ha inspirat en el Ferrari Enzo i el seu acte concepte Mille Xile. [2] S'ha dissenyat per a ser el model més esportiu de Ferrari amb V8, per distingir-se del Ferrari Califòrnia llançat recentment.

## Fitxa tècnica
| Fitxa Tècnica          | 458 Italia                                    |
| Motor                  | V8 a 90°                                      |
| Cilindrada             | 4.499 cc                                      |
| Alimentació            | injecció directa                              |
| Distribució            | 4 vàlvules per cilindre, Distribució Variable |
| Potència màxima        | 570 CV a 9.000 rpm                            |
| Parell màxim           | 540 Nm a 6.000 rpm                            |
| Transmissió            | set marxes, doble embragatge                  |
| Tracció                | darrera                                       |
| Acceleració 0-100 km/h | 3,4 s                                         |
| Velocitat màxima       | 325 km/h                                      |
| Consum mitjà(l/100 km) | 13,7 l/100 km                                 |
| Emissions deCO2        | 320 gr/km                                     |